# تمساح پوزه‌باریک
تمساح پوزه‌باریک (نام علمی: Mecistops) نام یک سرده از خانواده تمساحان است.